# Danielle Jaeggi
Danielle Jaeggi (* 24. Februar 1945 in Lausanne) ist eine Schweizer Filmregisseurin und Drehbuchautorin.

## Wirken
Danielle Jaeggi studierte am Institut des hautes études cinématographiques (IDHEC, heute La Fémis) in Paris. Als Regisseurin und Drehbuchautorin wurde sie bekannt durch die Filme Pano ne passera pas (mit Ody Roos, 1969), Sorcières camarades (Kurzfilm, 1971) und La fille de Prague avec un sac très lourd (1978). Bei ihren ersten zwei Filmen hat sie auch den Filmschnitt ausgeführt. Zwei  Filme produzierte sie selbst. In Mon coeur est rouge stellte Jaeggi 1976 eine Arbeiterin dar. In drei TV-Dokumentationen stellte sie sich 1991 selbst dar.
Jaeggi ist Mitunterzeichnerin eines Aufrufs des Collectifs 50/50, der sich zum Ziel gesetzt hat, die Gleichheit und Vielfalt in der Filmbranche zu fördern.
2025 publizierte die Cinémathèque suisse in Eine Ausstellung zum feministischen Film der Schweiz ein Interview mit Danielle Jaeggi zu ihrem Film La fille de Prague avec un sac très lourd sowie Archivdokumente auf Home - virtuelle Ausstellungen der Cinémathèque suisse.

## Filmografie (Auswahl)
Regisseurin
- 1969: Pano ne passera pas
- 1971: Sorcières camarades (Kurzfilm)
- 1978: La fille de Prague avec un sac très lourd
- 1980: Sollers et Guégan ont deux mots à se dire (Dokumentarfilm)
- 2008: Im Schatten des Zauberbergs (TV-Doku)
- 2009: Empreintes (TV-Serie, eine Episode)

Coregisseurin
- 1997: Nous, sans-papiers de France (Kurzfilm)
- 2007: Laissez-les grandir ici!
- 2014: Les 18 du 57, Boulevard de Strasbourg

Autorin
- 1971: Sorcières camarades (Kurzfilm)
- 1978: La fille de Prague avec un sac très lourd
- 2008: Im Schatten des Zauberbergs (TV-Doku)

Filmeditor
- 1969: Pano ne passera pas
- 1971: Sorcières camarades (Kurzfilm)

Produzentin
- 1971: Sorcières camarades (Kurzfilm)
- 1980: Sollers et Guégan ont deux mots à se dire (Dokumentarfilm)

Schauspielerin
- 1976: Mon coeur est rouge (Darstellung einer Arbeiterin)

Mitwirkung bei Dokumentarfilmen
- 1991: Jean-Paul Fargier et Danielle Jaeggi – In: Couple (TV-Serie, Folge 85)
- 1991: Le Mariage de Pascal-Emmanuel Gallet et Christine Ezdeins – In: Portrait de Groupe (TV-Serie, Folge 152)
- 1991: La Famille Fargier – In: Portrait de Groupe (TV-Serie, Folge 153)

## Fussnoten
1. ↑  imdb.com: Danielle Jaeggi. Biography. (englisch, abgerufen am 31. Januar 2021)
2. ↑  imdb.com: Danielle Jaeggi. (englisch, abgerufen am 31. Januar 2021)
3. ↑  collectif5050.com: Les signataires. (Memento des Originals vom 7. April 2020 im Internet Archive)  Info: Der Archivlink wurde automatisch eingesetzt und noch nicht geprüft. Bitte prüfe Original- und Archivlink gemäß Anleitung und entferne dann diesen Hinweis. (französisch, abgerufen am 31. Januar 2021)

| Personendaten    | Personendaten                                 |
| ---------------- | --------------------------------------------- |
| NAME             | Jaeggi, Danielle                              |
| KURZBESCHREIBUNG | Schweizer Filmregisseurin und Drehbuchautorin |
| GEBURTSDATUM     | 24. Februar 1945                              |
| GEBURTSORT       | Lausanne, Schweiz                             |